# Dave Gallaher
Dave Gallaher (nascido David Gallagher, 30 de outubro de 1873 – 4 de outubro de 1917) foi um jogador da união de rugby da Nova Zelândia mais lembrado como o capitão dos "Original " All Blacks"— em 1905-06. Nova Zelândia equipe nacional, o primeiro representante da Nova Zelândia na turnê das Ilhas Britânicas. Sob a liderança de Gallaher, os Originais ganharam 34 de 35 partidas ao longo da turnê, incluindo pernas, na França e na América do Norte; a Nova Zelândia marcou 976 pontos e sofreram apenas 59. Antes de voltar para casa ele co-escreveu o clássico de rugby de texto "The Complete Rugby Footballer" com o seu vice-capitão Billy Stead. Gallaher, aposentou-se como jogador, após a turnê de 1905-06  e foi treinador e seletor; ele foi um seletor tanto para o time de Auckland e para a seleção da Nova Zelândia a maior parte da década seguinte.
Nascido em Ramelton, Irlanda, Gallaher, migrou para a Nova Zelândia com a sua família como uma criança pequena. Depois de se mudar para Auckland, em 1895, ele se juntou a . RFC e foi selecionado para a sua província, em 1896. Em 1901-02 ele serviu no Nova Zelândia Contingente na Anglo-Boer War. Ele apareceu pela primeira vez na equipe nacional da Nova Zelândia  para a sua invencibilidade na turnê da Austrália, em 1903, e jogou na Nova Zelândia, pela primeira vez, um jogo de Teste, contra a Austrália , em Sydney. Os Originais comandados por Gallaher durante 1905-06 ajudou a cimentar o rugby na Nova Zelândia como esporte nacional, mas ele era implacavelmente atacado pela imprensa Britânica por seu papel como asa-forward. O uso de uma asa a frente, o que os críticos senti foi uma tática para deliberadamente obstruir adversários, contribuiu para que, durante décadas de tensão entre as autoridades de rugby da Nova Zelândia e a Casa das Nações; a International Rugby Football Board (IRFB) efetivamente proibidas a posição em 1931.